# Aw (digramme)
Cette page contient des caractères spéciaux ou non latins. S’ils s’affichent mal (▯, ?, etc.), consultez la page d’aide Unicode.
Pour les articles homonymes, voir AW.
Aw (minuscule aw) est un digramme de l'alphabet latin composé d'un A et d'un W.

## Linguistique
- En cornique, le digramme « aw » correspond à la diphtongue [aʊ] ou [æʊ].

## Représentation informatique
Comme la majorité des digrammes, il n'existe aucun encodage de Aw sous un seul signe, il est toujours réalisé en accolant un A et un W.